# Sant Martí del Fai
L'actual ermita de Sant Martí del Fai fou una església parroquial romànica del terme municipal de Bigues i Riells, al Vallès Oriental, però al mateix límit amb el terme de Sant Quirze Safaja, del Moianès, dins de l'àmbit del poble de Riells del Fai.

## Situació i accés
L'ermita està situada uns 800 metres al sud-oest del monestir de Sant Miquel del Fai, des del qual hi ha l'únic accés practicable. És en un relleix de l'extrem meridional del Cingle del Fitó, sota el lloc de la carretera BV-1485 (Sant Feliu de Codines - Sant Miquel del Fai) conegut com la Miranda, 475 metres al sud del Salt d'aigua del Tenes, i en el costat de ponent de la Vall de Sant Miquel.

## Història
És una església que fou parroquial, abans que l'església de Sant Miquel del Fai n'assumís les funcions i, per tant, també abans que desaparegués aquesta parròquia. És una església no gaire gran, d'una sola nau capçada amb absis a llevant.
Està documentada des del 878, en una confirmació de possessions al monestir de Sant Cugat del Vallès: domum Sancti Genesii et Sancti Martini situm in rivo Tenesi. L'advocació de sant Genís s'alternà, amb el pas del temps, amb la de sant Feliu, ja que el 986 apareix com a Sancti Martini et Sancti Fellicis qui sunt ab ipsum Fallium. Les dues expressions es repeteixen en butlles papals del 1002 i el 1120. A més, en les delimitacions del bisbat de Vic del 987 i del 1038 se cita la Roca de Sant Genís com a límit del bisbat. La Roca de Sant Genís és la cinglera que es dreça damunt de Sant Martí del Fai, és a dir, el Cingle del Fitó.
Fou, als segles xiii i xiv, el temple parroquial de set o vuit masos de la rodalia, tributaris del monestir de Sant Miquel. La despoblació de la zona afeblí la parròquia (el 1413 només hi quedaven els masos Serrà i Sa Verdera), que fou traslladada de primer a Sant Miquel del Fai mateix, i Sant Martí quedà com a simple ermita del monestir. Tingué culte fins al 1936, però després de la seva profanació ja no es restaurà ni la capella ni el seu culte. Una restauració del 1967 va permetre de trobar-hi restes de pintures de transició del romànic al gòtic, però la desídia dels seus propietaris va fer que l'església s'anés abandonant; esdevingué refugi d'excursionistes i de passavolants, fins que en van tapiar la porta, arribant a l'estat d'abandonament en què es troba en l'actualitat.

## Característiques
És una església romànica de les més típiques: nau única capçada a llevant per un absis semicircular. La nau és coberta amb volta de canó seguit, sense arcs torals que la subdivideixin. Té una única finestra a l'absis, central i de dos vessants. A la façana de migdia hi ha la porta, adovellada amb pedra tosca, i a la façana de ponent hi ha una obertura en forma de creu. Hi ha les restes d'un campanar de cadireta de dos ulls al damunt de l'arc triomfal, i l'aparell està molt ben disposat, especialment el de l'absis. Per tot plegat es pot veure que és una obra romànica del segle xii.